# Frederic Kindler
Frederic Kindler (29 de septiembre de 1998) es un deportista alemán que compite en esgrima, especialista en la modalidad de sable.
En los Juegos Europeos de Cracovia 2023 consiguió una medalla de bronce en la prueba por equipos. Ganó una medalla de bronce en el Campeonato Europeo de Esgrima de 2025, en la prueba individual.

## Palmarés internacional
| Juegos Europeos    | Juegos Europeos    | Juegos Europeos   | Juegos Europeos   |
| Año                | Lugar              | Medalla           | Prueba            |
| ------------------ | ------------------ | ----------------- | ----------------- |
| 2023               | Cracovia (Polonia) | Medalla de bronce | Sable por equipos |
| Campeonato Europeo |                    |                   |                   |
| Año                | Lugar              | Medalla           | Prueba            |
| 2025               | Génova (Italia)    | Medalla de bronce | Sable individual  |